# Zwierzyn (gmina)
Pour les articles homonymes, voir Zwierzyn.
Zwierzyn est une gmina rurale (gmina wiejska) de la powiat de Strzelce-Drezdenko, dans la Voïvodie de Lubusz, dans l'ouest de la Pologne.
Son siège administratif (chef-lieu) est le village de Zwierzyn, qui se situe environ 6 kilomètres au sud-est de Strzelce Krajeńskie (siège de la powiat) et 25 kilomètres au nord-est de Gorzów Wielkopolski (capitale de la voïvodie).
La gmina couvre une superficie de 100,98 km2 pour une population de 4 400 habitants en 2006.

## Histoire
De 1975 à 1998, la gmina est attachée administrativement à la voïvodie de Gorzów.

Depuis 1999, elle fait partie de la voïvodie de Lubusz.

## Géographie
La gmina inclut les villages et localités de :

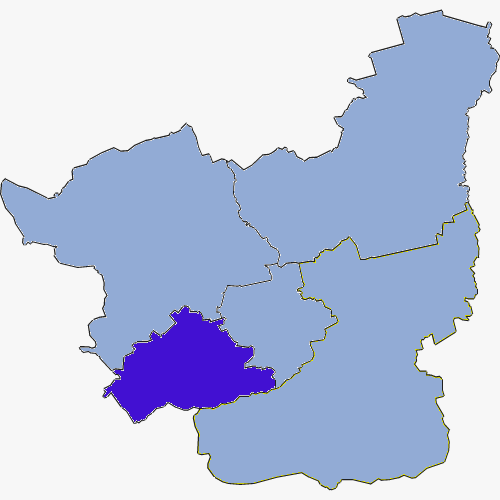
Plan de la gmina

- Błotno
- Brzezinka
- Górczyna
- Górecko
- Górki
- Gościmiec
- Owczarki
- Pełczyna
- Przysieka
- Rzekcin
- Sarbiewo
- Sierosławice
- Zagaje
- Żółwin
- Zwierzyn

### Gminy voisines
La gmina de Zwierzyn est voisine des gminy suivantes :
- Drezdenko
- Santok
- Stare Kurowo
- Strzelce Krajeńskie

## Structure du terrain
D'après les données de 2002, la superficie de la commune de Zwierzyn est de 100,98 kilomètres carrés, répartis comme telle :
- terres agricoles : 73 %
- forêts : 12 %

La commune représente 8,09 % de la superficie du powiat.

## Démographie
Données du 30 juin 2004:
| Description        | Total  | Total | Femmes | Femmes | Hommes | Hommes |
| ------------------ | ------ | ----- | ------ | ------ | ------ | ------ |
| Unité              | Nombre | %     | Nombre | %      | Nombre | %      |
| Population         | 4 444  | 100   | 2 209  | 49,7   | 2 235  | 50,3   |
| Densité (hab./km²) | 44     | 44    | 21,9   | 21,9   | 22,1   | 22,1   |